# Palaeoendomychus
Palaeoendomychus – wymarły rodzaj chrząszczy z nadrodziny zgniotków. Jest taksonem monotypowym, obejmującym tylko jeden gatunek, Palaeoendomychus gymnus. Żył w kredzie dolnej na terenie obecnych Chin.

## Taksonomia
Rodzaj i gatunek typowy opisane zostały w 1992 roku przez Zhang Junfenga na łamach Acta Entomologica Sinica. Opisu dokonano na podstawie pojedynczej skamieniałości odnalezionej w Formacji Laiyang, w Nanligezhuang, w Tuanwang, w mieście na prawach powiatu Laiyang na terenie chińskiej prowincji Szantung. Okaz znaleziono w trzecim ogniwie formacji, datowanym na apt w kredzie. Nazwa rodzajowa oznacza „pradawny wygłodek”.
Zhang zaliczył ten rodzaj do rodziny wygłodkowatych z nadrodziny biedronek, wskazując na podobieństwa z rodzajem Stenotarsus. W 2008 roku Jiří Kolibáč i Huang Diying przeklasyfikowali go nadrodziny zgniotków, nie przyporządkowując go do żadnej z opisanych rodzin. W 2009 roku Aleksandr Kirejczuk i André Nel sklasyfikowali go w rodzinie Peltidae, klasyfikowanej przez większość współczesnych taksonomów jako podrodzina w obrębie Trogossitidae. Kolibáč w przeglądzie rodziny Trogossitidae z 2013 roku przywrócił klasyfikację tego rodzaju jako incertae sedis w obrębie zgniotków.

## Morfologia
Chrząszcz ten miał zwarte, owalne w zarysie, bezwłose ciało długości około 4,2 mm i szerokości około 2,8 mm. Półtora raza szersza niż dłuższa głowa była mocno wycofana w głąb przedtułowia. Owalne oczy złożone zajmowały około ⅔ szerokości głowy. Krótkie czułki miały człony biczyka około dwukrotnie dłuższe niż szerokie. 2,4 raza szersze niż dłuższe przedplecze miało trójkątną część środkową i szeroko rozpłaszczone boki. Tylne kąty przedplecza były wydatne, a tylna krawędź falista. Niewielkich rozmiarów tarczka miała zarys trójkąta o długości półtora raza większej niż szerokość. Pokrywy były szerokie, najszersze w pobliżu środka. Miały zaokrąglone barki, wydatne kąty wierzchołkowe i po sześć płytkich rzędów na powierzchni. Pojedyncza pokrywa była 2,2 raza dłuższa niż szeroka. Odnóża miały krótkie i wąskie stopy zbudowane z trzech członów, z których pierwszy i drugi były trójkątne, a trzeci walcowaty i tak długi jak dwa poprzednie razem wzięte.